# Johann Baptist Homann
Johann Baptist Homann (20. března 1664 Oberkammlach – 1. července 1724 Norimberk) byl německý kartograf, geograf, rytec a vydavatel.

## Život
Johann Baptist Homann se narodil 20. března 1664 v bavorské vesnici Oberkammlach nacházející se nedaleko obce Kammlach. Byl vychováván v jezuitské škole, avšak přestoupil k protestantismu a od roku 1687 pracoval v Norimberku jako notář. Záhy se začal věnovat rytí a kartografii, načež si v roce 1702 založil vlastní nakladatelství, které se zaměřovalo na vydávání kartografických děl a vedut.
Brzy se vypracoval mezi přední německé kartografy a v roce 1715 byl jmenován císařským geografem císaře Karla VI. a rovněž členem Pruské akademie věd v Berlíně. Johann Baptist Homann zemřel 1. července 1724 v Norimberku. Jeho vydavatelství fungovalo pod názvem Homann Erben až do roku 1848.

## Dílo
Mezi jeho přední dílo patří vydání atlasu Grosser Atlas ueber die ganze Welt, jež byl vydán v roce 1716.

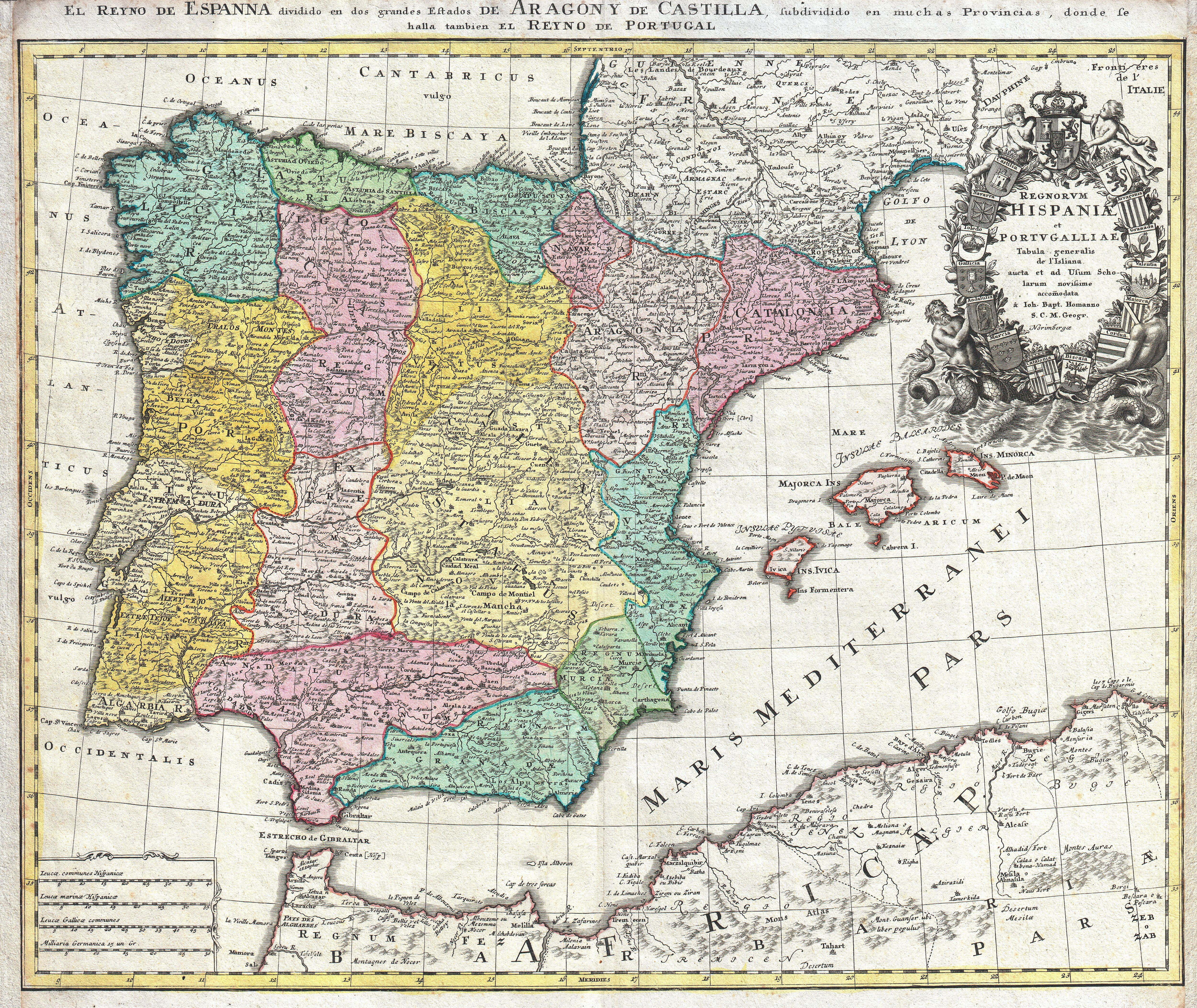
Mapa Pyrenejského poloostrova vydaná okolo roku 1730
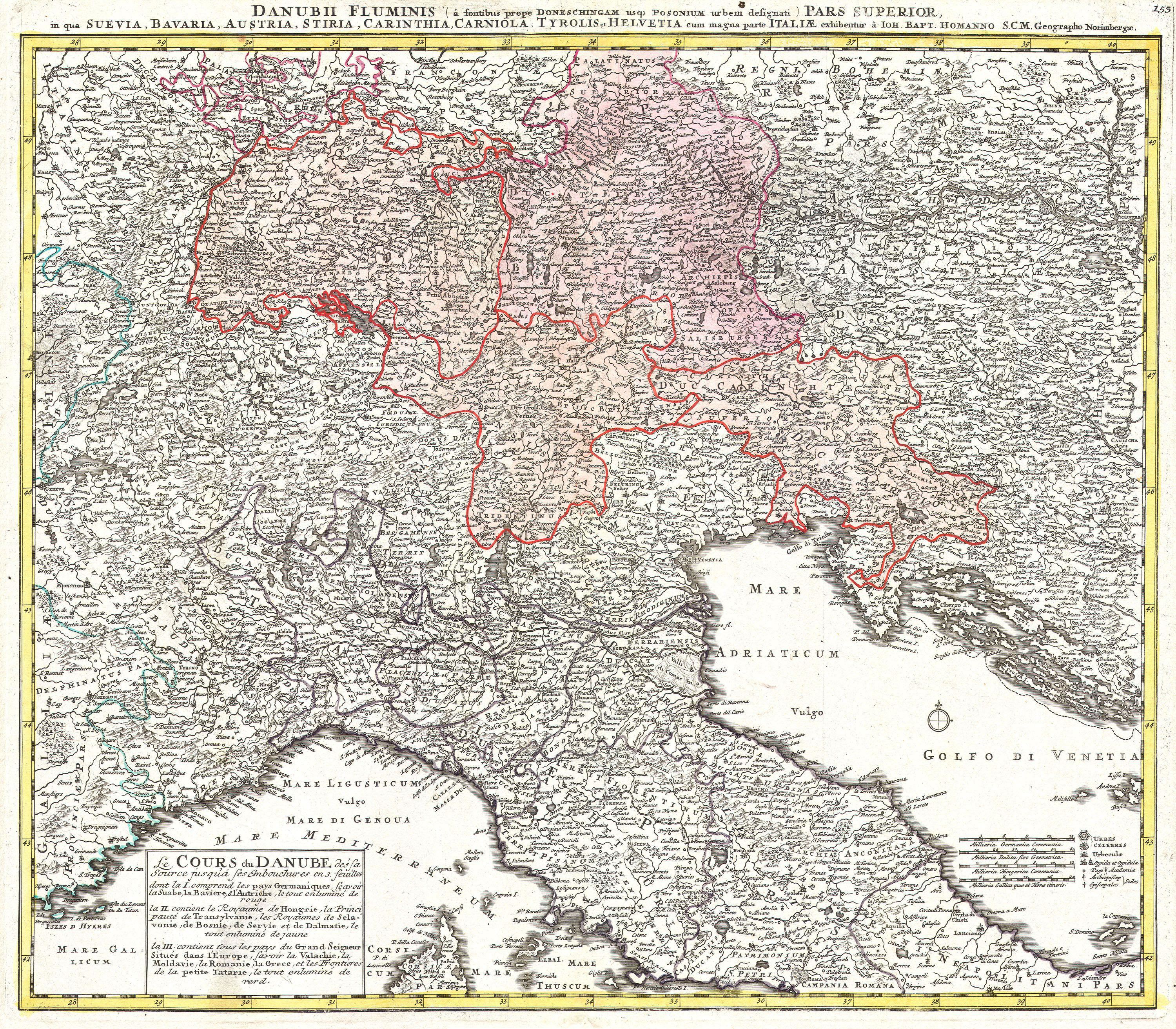
Mapa severní Itálie vydaná okolo roku 1720
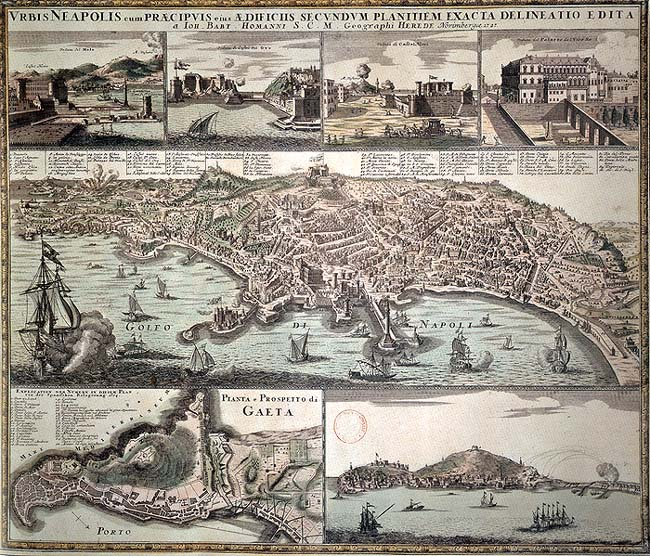
Mapy měst Neapol a Gaeta doplněné vedutami, vydané v roce 1727
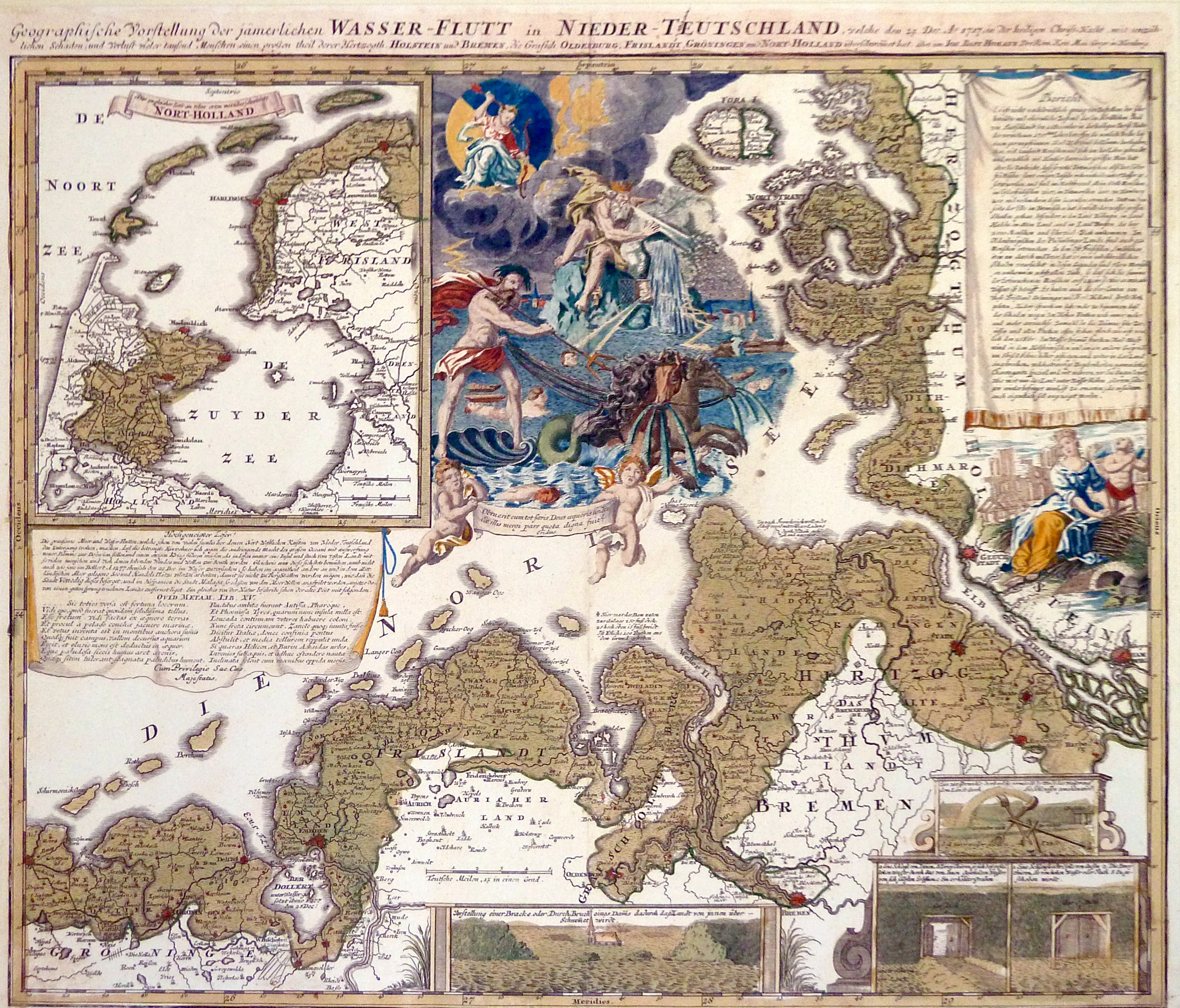
Mapa vydaná v roce 1718 zachycující rozsah záplav v Holandsku a v Dolním Sasku v roce 1717
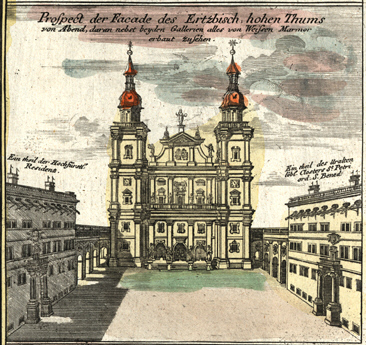
Část Homannovi veduty zobrazující katedrálu svatého Ruperta a Virgila v Salcburku
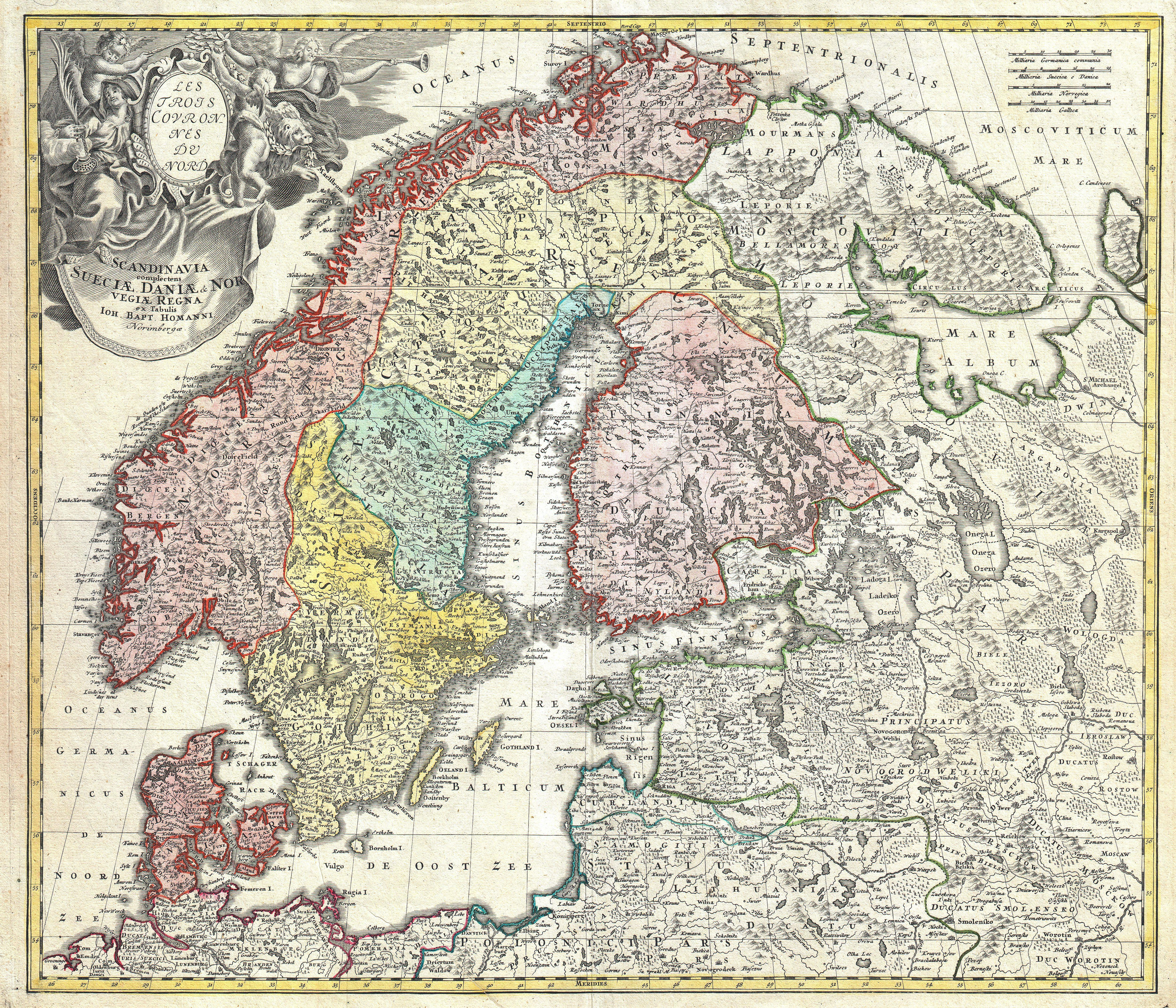
Mapa Skandinávie vydaná okolo roku 1730